# 佐賀市立東与賀中学校
佐賀市立東与賀中学校（さがしりつ ひがしよかちゅうがっこう）は佐賀県佐賀市東与賀町大字下古賀にある公立中学校。

## 概要
歴史
1947年（昭和22年）の学制改革の際に、新制中学校として創立。現校名になったのは2007年（平成19年）。2022年（令和4年）には創立75周年を迎えた。
校章
校名の頭文字「東」を夏桜の花弁で図案化したものを背景にして、中央に「中」の文字を配している。
校歌
作詞は鶴清、作曲は原岡研一による。歌詞は3番まであり、各番の歌詞中に校名の「東与賀」が登場する。
通学区域
佐賀市のうち、「東与賀町全域」。小学校区は佐賀市立東与賀小学校。

## 沿革
- 1947年（昭和22年）
  - 4月1日 - 学制改革が行われる。
    - 東与賀村国民学校の初等科は、新制小学校「東与賀村立東与賀小学校」に改組・改称。
    - 東与賀村国民学校の高等科は青年学校の普通科とともに、新制中学校「東与賀村立東与賀中学校」に改組され、小学校に併置される。

  - 5月3日 - 開校式を挙行。初代校長は林敬直、生徒数321名（第1学年173名、第2学年113名、第3学年35名を8学級編成）。
  - 5月5日 - 授業を開始。
  - 6月 - 学校自治会が発会。
  - 9月 - 興文会が発会。
- 1948年（昭和23年）
  - 1月 - 学校自治会を改組し、校友会が発会。
  - 3月 - 青年学校が廃止される。
- 1949年（昭和24年）
  - 5月 - 興文会を改組し、東与賀中学校育友会が発会。
  - 6月 - 南第一棟舎が完成。
- 1952年（昭和27年）
  - 5月 - 校友会を改組し、生徒会を発会。
  - 6月 - 学校図書館を設置。
- 1953年（昭和28年）
  - 3月 - 第一棟舎（普通教室、図工室、準備室）が完成。
  - 4月 - 職業科教室・家庭調理室を設置。視聴覚センターが設置される。
- 1954年（昭和29年）
  - 3月 - 第二棟舎（理科室、理科準備室、普通教室、音楽室）が完成。
  - 5月 - 校門を設置。
  - 9月 - 東与賀村立実業高等学校を併設。
- 1955年（昭和30年）4月 - 第三棟舎（放送室、学校図書館、調理室、被服室）が完成。
- 1956年（昭和31年）10月 - 第四棟舎（4教室）が完成。
- 1957年（昭和32年）
  - 3月 - 東与賀村立実業高等学校が閉校。
  - 4月 - 校舎北側の堀の埋立により、農業実習地を拡張。
- 1963年（昭和38年）- ミルク給食を開始。
- 1966年（昭和41年）
  - 10月1日 - 町制施行により、「東与賀町立東与賀中学校」に改称。
  - この年 - プールが完成。
- 1988年（昭和63年）- 新校舎が完成し、移転を完了。
- 1992年（平成4年）- パソコン室を設置。
- 1997年（平成9年）- 創立50周年記念式典を挙行。
- 2002年（平成14年）- LL教室を多目的室に改造。
- 2007年（平成19年）10月1日 - 佐賀市との合併により、「佐賀市立東与賀中学校」（現校名）に改称。

## 交通
最寄りの鉄道駅
- JR九州 長崎本線 「鍋島駅」

最寄りのバス停留所
- 佐賀市営バス 東与賀線 「東与賀支所前」停留所

最寄りの幹線道路
- 佐賀県道260号東与賀佐賀線 「東与賀支所前」交差点

## 周辺
- 佐賀市立東与賀小学校
- 東与賀幼稚園・東与賀保育園
- 東与賀児童館
- 佐賀市役所 東与賀支所
- 佐賀市立東与賀文化ホールふれあい館
- 佐賀市立図書館 東与賀館
- 佐賀市立東与賀公民館
- 東与賀農村環境改善センター
- 東与賀運動公園
- 東与賀ふれあい公園
- 東与賀郵便局
- 佐賀市南商工会東与賀支所
- 佐賀県農業協同組合東与賀支所
- 竜田寺

## 参考資料
- 「東与賀町史」（1982年（昭和57年）11月3日, 東与賀町）p.827～p.934【教育】学校教育の変遷 (PDF)  - 佐賀市ウェブサイト

## 関連事項
- 佐賀県中学校一覧